# VL Pyörremyrsky
A VL Pyörremyrsky („Hurrikán”) egy második világháborús finn vadászgép volt, amelyet Torsti Verkkola tervezett az Állami Repülőgépgyárban (Valtion lentokonetehdas). A háború a típus első repülése előtt véget ért, a gépből pedig csak egyetlen prototípus készült.

## Előzmények

Az Állami Repülőgépgyár (Valtion lentokonetehdas) logója

1942. november 26-án a finn légierő két Pyörremyrsky prototípus megépítését rendelte el, melyeknek 1944 májusáig kellett volna elkészülniük. Egy prototípust később töröltek, így csak egyetlen repülőgépet építettek. A cél egy olyan vadászgép létrehozása volt, amely hasonló repülési tulajdonságokkal rendelkezik, mint a német Messerschmitt Bf 109G. A motort és a légcsavart a Bf 109G-ből vették. A futómű a törzs helyett a szárnyakba került, nyomtávát jelentősen megnövelték, hogy orvosolják a német vadászgép egyik jelentős hiányosságát. Ez jelentősen megkönnyítette a földi gurulást, valamint a felszállást és leszállást is.
A PM-1 Pyörremyrsky-prototípus 1945. november 21-én hajtotta végre első repülését Härmälänél, pilótája Esko Halme volt. 25 perc repülés után egy burkolatdarab leesett, és Halmenak le kellett szállnia, mivel a motor füstje bejutott a pilótafülkébe. A pilótát az oxigénmaszkja mentette meg. Tamperében még háromszor repült, majd átvitték Kuorevesibe, ahol 1946–1947-ben további 31 felszállást végzett. Pilótái: Esko Halme, Lauri Hämäläinen, Erkki Itävuori, Osmo Kauppinen, Lasse Heikinaro, Martti Laitinen, Heikki Keso és Lauri Lautamäki. Az utolsó repülés csak 20 percig tartott, és Osmo Kauppinen kapitány hajtotta végre 1947. július 22-én.
A Pyörremyrsky-tervet meglehetősen sikeresnek tekintették. Jobban emelkedett, mint a Bf 109G-6, és nagyon manőverezhető volt. Az egyetlen problémát az illesztések jelentették. Közben a háború véget ért, így a pénzbeli támogatás megszűnt és a gép nem került sorozatgyártásra. A finn légierő továbbra is a megmaradt Bf 109G-ket használta új gépek vásárlása helyett. A PM-1-et 1953. április 1-jén eltávolították a FAF listájáról. A szárnyszerkezetet később egy másik finn repülőgépen, a teljesen fém építésű Valmet Vihuri gyakorlógépen használták.

## Specifikációk

### Általános jellemzők
- Legénység: 1
- Hossz: 9,13 m (29 láb 11 hüvelyk)
- Szárnyfesztávolság: 10,38 m (34 láb 1 hüvelyk)
- Magasság: 3,89 m (12 láb 9 hüvelyk)
- Szárnyfelület: 19 m² (200 négyzetláb)
- Szárnyprofil: NACA 0019 / NACA 23009
- Üres súly: 2619 kg (5774 lb)
- Maximális felszállósúly: 3310 kg (7297 lb)
- Hajtómű: 1 × Daimler-Benz DB 605AC V-12 invertált folyadékhűtéses dugattyús motor, 1100 kW (1500 LE)
- Propeller: 3 lapátú, állandó fordulatszámú propeller

### Teljesítmény
- Maximális sebesség: 620 km/h (390 mph, 330 kn)
- Szolgálati plafon: 11 250 m (36 910 láb)
- Emelkedési sebesség: 18,5 m/s (3640 láb/perc)
- Szárnyterhelés: 174 kg/m² (36 lb/sq ft)

### Fegyverzet
- 2 × 12,7 mm-es LKk / 42 géppuska 300 rpg-vel (a prototípusra nem szerelték fel)
- 1 × 20 mm mg MG 151/20 200 rpg-vel (a prototípusra nem szerelték fel)
- 4 × 50 kg-os bomba
- 4 × 100 kg-os bomba

## Fordítás
- Ez a szócikk részben vagy egészben  a   VL Pyörremyrsky című angol Wikipédia-szócikk ezen változatának fordításán alapul.  Az eredeti cikk szerkesztőit annak laptörténete sorolja fel. Ez a jelzés csupán a megfogalmazás eredetét és a szerzői jogokat jelzi, nem szolgál a cikkben szereplő információk forrásmegjelöléseként.